# Panurgica
Panurgica es un género de mantis de la familia Hymenopodidae. Tiene diez especies:
- Panurgica basilewskyi
- Panurgica compressicollis
- Panurgica duplex
- Panurgica feae
- Panurgica fratercula
- Panurgica fusca
- Panurgica langi
- Panurgica liberiana
- Panurgica mende
- Panurgica rehni